# Aristotelis Onassis
Aristotelis Socrates Onassis (en grec: Αριστοτέλης Σωκράτης Ωνάσης) (Esmirna (Imperi Otomà), 15 de gener de 1906 - Neuilly-sur-Seine (França), 15 de març de 1975) fou un armador grec.
Va estar casat primer amb Athina Livanos (1946-1960), amb la qual va tenir dos fills, Alexander i Christina, i després amb la vídua de JFK, Jacqueline (1968-1975). També va ser amant de la cantant d'òpera de Nova York Maria Callas.
El 1922 la família Onassis va haver de fugir de Turquia per salvar-se del genocidi contra els grecs, al Gran Incendi d'Esmirna. Va ser cònsol general de Grècia a l'Argentina i va fer una gran fortuna amb els seus negocis. Va aconseguir que es posés de moda el consum de tabac per les dones a partir de 1920. Des de 1925, tenia doble nacionalitat grega i argentina. Durant la Segona Guerra Mundial va donar suport als aliats amb els seus vaixells, i posteriorment va fer grans negocis amb la Dictadura dels Coronels (1967-1974) a Grècia. Va adquirir la propietat de l'illa de Skorpios (Illes Jòniques), una illa privada de menys d'un kilòmetre quadrat que probablement encara pertany als seus hereus. És considerat el navilier més important del segle xx i un dels artífex del domini mundial dels grecs en el camp de la marina mercant.